# لئونراسور
لئونراسور (نام علمی: Leonerasaurus) نام یک سرده از زیرراسته سوسمارپاشکلان است.